# 쥬라기 공원 (온라인 게임)
《쥬라기 공원》은 일반에 서비스된 한국 최초의 MUD 게임 중 하나이다. 당시 건국대학교 재학 중인 김성배와 KAIST 박사과정을 중도에 그만 둔 송재경에 의해 개발되어 삼정데이터시스템에서 출시되었다. 1994년 7월, PC통신 천리안을 통해 최초 서비스되었다. LP머드의 소스를 기반으로 개발되었으며, 텔넷 환경에서 한글로 게임할 수 있었다. LP머드는 당시 MUD 게이머들에게 디꾸머드와 함께 양대 산맥으로 불릴 정도로 인기를 끌던 MUD였다. 게임의 내용은 1993년 여름, 크게 흥행한 스티븐 스필버그 감독의 쥬라기 공원의 스토리를 차용했는데, 영화의 인기에 힘입어 출판된 '쥬라기 공원 서바이벌 어드벤처 게임북'이라는 책자를 참고했다고 한다.
- 약 1주일의 차이로 단군의 땅보다 먼저 서비스되어 한국 최초의 상용 텍스트 머드가 되었다.
- 단군의 땅과 더불어 상업적으로 성공하여 이후 많은 텍스트 머드 게임이 서비스되는 계기가 되었다.
- LP머드가 오픈소스이긴 하였으나 상업적 이용을 금지하고 있었는데 이를 무시하고 상업적으로 이용되었다.
- 게임의 주 내용이 된 책자 또한 저작권자의 허락없이 무단으로 차용하였다.

## 참고 자료
- 송재경, "나의 게임 입문기 (2/2)," THIS IS GAME, 2011.4.13.
- 한국인터넷역사프로젝트 - 송재경 인터뷰
- 한국 인터넷의 역사 - 되돌아보는 20세기 - 5장. 온라인 게임
- 송재경, "한국 온라인 게임의 역사," 제1회 인터넷역사워크샵, 2012년 3월 17일.

## 같이 보기
- MUD
- 단군의 땅
- 바람의 나라 (온라인 게임)